# ラグビーリーグ・ワールドカップ
ラグビーリーグ・ワールドカップ（Rugby League World Cup）は、13人制ラグビーリーグのナショナルチームによる国際大会である。第1回は1954年に開催され、15人制ラグビーユニオンのワールドカップ（1987年開始）よりも歴史がある。優勝チームにはフランスラグビーリーグ連盟の元会長の名前からポール・バリエール杯が授与される。
この大会への出場を果たせなかったナショナルチームによる国際大会として、エマージングネーションズ・ワールドチャンピオンシップ（Rugby League Emerging Nations World Championship、ラグビーリーグ新興国世界選手権）があり、2018年にラグビーリーグ日本代表が出場して1勝3敗となった。

## 大会記録

### 男子
| 年      | 開催国                                                       | 優勝             | 決勝スコア | 2位              | 決勝戦会場                                   |
| ------- | ------------------------------------------------------------ | ---------------- | ---------- | ---------------- | -------------------------------------------- |
| 1954年  | フランス                                                     | イギリス         | 16 - 12    | フランス         | パルク・デ・プランス（パリ）                 |
| 1957年  | オーストラリア                                               | オーストラリア   | -          | イギリス         | -                                            |
| 1960年  | イギリス                                                     | イギリス         | 10 - 3     | オーストラリア   | グラッタン・スタジアム（ブラッドフォード）   |
| 1968年  | オーストラリア ニュージーランド                              | オーストラリア   | 20 - 2     | フランス         | シドニー・クリケット・グラウンド（シドニー） |
| 1970年  | イングランド                                                 | オーストラリア   | 12 - 7     | イギリス         | ヘディングリー（リーズ）                     |
| 1972年  | フランス                                                     | イギリス         | 10 - 10    | オーストラリア   | スタッド・ド・ジェルラン（リヨン）           |
| 1975年  | 世界各国                                                     | オーストラリア   | 25 - 0     | イングランド     | ヘディングリー（リーズ）                     |
| 1977年  | オーストラリア ニュージーランド                              | オーストラリア   | 13 - 12    | イギリス         | シドニー・クリケット・グラウンド（シドニー） |
| 1985-88 | 世界各国                                                     | オーストラリア   | 25 - 12    | ニュージーランド | イーデン・パーク（オークランド）             |
| 1989-92 | 世界各国                                                     | オーストラリア   | 10 - 6     | イギリス         | ウェンブリー・スタジアム（ロンドン）         |
| 1995年  | イングランド                                                 | オーストラリア   | 16 - 8     | イングランド     | ウェンブリー・スタジアム（ロンドン）         |
| 2000年  | イングランド フランス アイルランド スコットランド ウェールズ | オーストラリア   | 40 - 12    | ニュージーランド | オールド・トラッフォード（マンチェスター）   |
| 2008年  | オーストラリア                                               | ニュージーランド | 34 - 20    | オーストラリア   | サンコープ・スタジアム（ブリスベン）         |
| 2013年  | イングランド                                                 | オーストラリア   | 34 - 2     | ニュージーランド | オールド・トラッフォード（マンチェスター）   |
| 2017年  | オーストラリア ニュージーランド パプアニューギニア           | オーストラリア   | 6 - 0      | イングランド     | サンコープ・スタジアム（ブリスベン）         |
| 2021年  | イングランド                                                 | オーストラリア   | 30–10      | サモア           | オールド・トラッフォード（マンチェスター）   |

### 女子
| Year | Host             |                  | Final                              | Final                                                            | Final                               |                                     | 3位決定戦/準決勝敗退チーム          | 3位決定戦/準決勝敗退チーム | 3位決定戦/準決勝敗退チーム |  | 参加チーム |
| Year | Host             | 優勝             | スコア・会場                       | 準優勝                                                           | 3位                                 | Score                               | 4位                                 |                            |                            |  | 参加チーム |
| 2000 | イングランド     | ニュージーランド | 26–4 Wilderspool, Warrington       | イギリス                                                         | オーストラリア                      | オーストラリア                      | オーストラリア                      | 3                          |                            |  |            |
| 2003 | ニュージーランド | ニュージーランド | 58–0 North Harbour Stadium, Albany | Template:Country data New Zealand Māori ニュージーランド・マオリ | オーストラリア and イギリス         | オーストラリア and イギリス         | オーストラリア and イギリス         | 9                          |                            |  |            |
| 2008 | オーストラリア   | ニュージーランド | 34–0 Lang Park, Brisbane           | オーストラリア                                                   | イングランド                        | 24-0 Stockland Park, Sunshine Coast | Pacific Islands                     | 8                          |                            |  |            |
| 2013 | イングランド     | オーストラリア   | 22–12 Headingley, Leeds            | ニュージーランド                                                 | イングランド                        | 54-0 South Leeds Stadium, Leeds     | フランス                            | 4                          |                            |  |            |
| 2017 | オーストラリア   | オーストラリア   | 23–16 Lang Park, Brisbane          | ニュージーランド                                                 | イングランド and カナダ             | イングランド and カナダ             | イングランド and カナダ             | 6                          |                            |  |            |
| 2021 | イングランド     | オーストラリア   | 54–4 Old Trafford, Manchester      | ニュージーランド                                                 | イングランド and パプアニューギニア | イングランド and パプアニューギニア | イングランド and パプアニューギニア | 8                          |                            |  |            |

1. ↑  No third place play-off has been played since 1980; losing semi-finalists are listed by order of general campaign.

### 車いす
| Year | Host nation(s)      | 決勝         | 決勝                                 | 決勝           |
| Year | Host nation(s)      | 優勝         | Score                                | 準優勝         |
| ---- | ------------------- | ------------ | ------------------------------------ | -------------- |
| 2008 | シドニー, Australia | イングランド | 44 - 12                              | オーストラリア |
| 2013 | Gillingham, England | フランス     | 44 - 40                              | イングランド   |
| 2017 | France              | フランス     | 38 - 34                              | イングランド   |
| 2021 | イングランド        | England      | 28–24 Manchester Central, Manchester | France         |